# Hunter Hunter
Hunter Hunter ist ein US-amerikanischer Horrorfilm von Shawn Linden aus dem Jahr 2020.

## Handlung
Joseph lebt mit seiner Frau Anne und seiner Tochter Renee in der kanadischen Wildnis. Sie leben von der Jagd und dem Verkauf der Pelze. Die Zeiten werden jedoch immer härter für die Aussteigerfamilie. Anne liebäugelt damit, wieder in die Stadt zu ziehen. Mitten in dieser Krise bemerkt der Vater, dass ein gefährlicher Wolf zurückgekehrt ist. Er ist in Sorge und beschließt Fallen für ihn aufzustellen. Mit Renee zusammen findet er weitere Spuren. Er erkennt die Gefährlichkeit der Situation, doch die Behörden wollen davon nichts wissen. Schließlich beschließt er den Wolf nachts zu jagen. Er entfernt sich weit von ihrem Haus und entdeckt einen Platz, an dem mehrere Touristen offensichtlich hingerichtet wurden. Er legt seine Köder und Fallen aus und stellt den Funkkontakt mit seiner Familie ein.
Anne und Renee finden ein Stück Wolfskot mit einem goldenen Ring und präsentieren diesen den Behörden, die jedoch wieder nur abwiegeln. Die kleine Behörde der Naturschutzbehörde ist mit Barthes und Lucy nur notdürftig besetzt. Anne und Renee stellen weitere Fallen auf. Als sich Joseph auch am nächsten Tag nicht meldet, macht sich Anne Sorgen, insbesondere, da sie die Leiche des Familienhundes findet und vergräbt, ohne dies Renee zu erzählen. Als sie eines Nachts nach draußen eilt, weil Renee etwas gehört haben will, stößt sie auf den schwer verletzten Lou. Sie verarztet ihn. Am nächsten Morgen erzählt er, er wäre ein Fotograf und wäre auf dem Weg zu Wasserfällen von einem Wolf angefallen worden. Sie will ihn zur Ranger-Station bringen, doch auf dem Weg zum Auto klagt er über Schmerzen und so lässt sie ihn eine weitere Nacht in ihrem Haus. Parallel untersucht Barthes ein liegengebliebenes Auto und entdeckt dabei auch das Massaker im Wald. Als er Verstärkung rufen will, stolpert er in die von Joseph aufgestellten Fallen und wird ohnmächtig.
Am frühen Morgen macht sich Anne auf die Suche nach ihrem Mann. Sie entdeckt schließlich seine Leiche. Er wurde offensichtlich niedergeschlagen. Ihr kommt ein schrecklicher Verdacht. Sie will Renee warnen, doch Lou überwältigt sie. Als sie am nächsten Morgen aufwacht, will Lou die Schlüssel zum Wagen. Als sie ihm diese übergibt, beugt er sich über sie und will sie vergewaltigen. Sie schnappt sich jedoch eine der Fallen ihres Mannes und steckt sie ihm ins Gesicht. Anschließend sucht sie ihre Tochter, die sie tot im Schlafzimmer findet. Sie packt sich Lou und bringt ihn in den Schuppen, wo sie das Fleisch der erlegten Tiere bearbeiten. Sie beginnt ihn bei lebendigem Leib zu enthäuten. Parallel dazu hat Lucy ihren Kollegen gefunden und Verstärkung angefordert. Als die Polizeikräfte den Schuppen umstellen, kommt Anne mit dem abgezogenen Gesicht von Lou aus dem Haus und wirft ihnen dieses vor die Füße. Als die Polizisten den Schuppen betreten, finden sie Lou komplett gehäutet, aber offensichtlich noch am Leben. Was mit Anne geschieht, lässt der Film offen.

## Hintergrund
Die Idee zum Film kam Shawn Linden, als er mit seinem ersten Langfilm Nobody auf Festivaltournee war. Während er auf dem Weg zu einem Festival in Belgien war, musste sein Flugzeug wegen eines schweren Sturms notlanden. Er wurde mit einem Kleinbus zu einer abgelegenen Pension gebracht, wobei der Wald komplett in Nebel gehüllt war. Dies inspirierte ihn zum Survival-Horrorfilm Hunter Hunter. Dabei versuchte er Motive von Grimms Märchen (Böser Wolf) mit denen des Horrorfilms zu verbinden. Bis zur Umsetzung dauerte es schließlich 13 Jahre.
Seine Deutschlandpremiere hatte der Film auf dem Fantasy Filmfest 2021. Auf DVD und Blu-Ray wurde der Film in Deutschland am 28. April 2022 über Koch Films veröffentlicht.

## Rezeption
Der Film wurde von den Kritikern als inszenatorisch dicht und durchaus spannend bewertet. Die Meinungen über den drastischen Wechsel hin zum Splatterfilm waren geteilt. So schrieb das Lexikon des internationalen Films: „Was als Aussteiger-Drama beginnt, wird zum Survival-Thriller und schließlich zu blutigem Terrorkino. Die atmosphärische, aber auch mit drastischen Gore-Effekten nicht geizende Inszenierung fesselt, hinterlässt mit dem brachial-nihilistischen Finale aber auch einen schalen Nachgeschmack.“
Positiver sah es dagegen Oliver Kube, der auf Filmstarts zu folgendem Fazit kam: „Hunter Hunter entwickelt sich vom betulichem Survival-Drama zum toughen Thriller und schließlich zum deftigen Horror-Massaker. Ein Slowburner für nicht allzu zartbesaitete Genre-Fans. Etwas mehr Drive schon im ersten Teil wäre dennoch hilfreich gewesen.“ Rouven Linnarz schrieb auf Film-Rezensionen.de: „Hunter Hunter ist eine Mischung aus Horrorfilm und Survival-Thriller. Durch seine atmosphärisch dichte Inszenierung sowie durch seine Darsteller gelingt Regisseur Shawn Linden eine spannende Geschichte über Familie, Besitz und das Überleben in der Wildnis.“